# Luxemburger Wörterbuch
Das Luxemburger Wörterbuch ist ein Wörterbuch des Luxemburgischen, das zwischen 1950 und 1975 in 23 Lieferungen beziehungsweise vier Bänden veröffentlicht wurde; ein fünfter Band mit Nachträgen und Berichtigungen erschien 1977. Auftraggeberin war die Großherzoglich Luxemburgische Regierung, Herausgeberin die Wörterbuchkommission der Sprachwissenschaftlichen Sektion des Großherzoglichen Instituts.
Es ist nach dem Lexicon der Luxemburger Umgangssprache von 1847 und dem Wörterbuch der luxemburgischen Mundart von 1906 das dritte und mit Abstand größte luxemburgische Wörterbuch.
Das Wörterbuch enthält die Wörter der „Gemeinsprache“ (das heißt „die durch das ganze Land von Beamten gesprochene und die dialektischen Idiotismen vermeidende Sprache“) des 20. Jahrhunderts sowie den Wortbestand des 19. Jahrhunderts, „soweit er schriftlich niedergelegt ist“, und auch die Mundarten wurden „möglichst herangezogen“ (einschließlich der im angrenzenden Belgien gesprochenen luxemburgischen Dialekte). Lehn- und Fremdwörter wurden berücksichtigt, wenn sie „von den luxemburgischen Sprachgesetzen berührt sind und die Kennzeichen der Einbürgerung tragen“.
Paul Cerf bezeichnete das Wörterbuch als „antisemitisch, antiklerikal, xenophob und obszön“.